# Odino

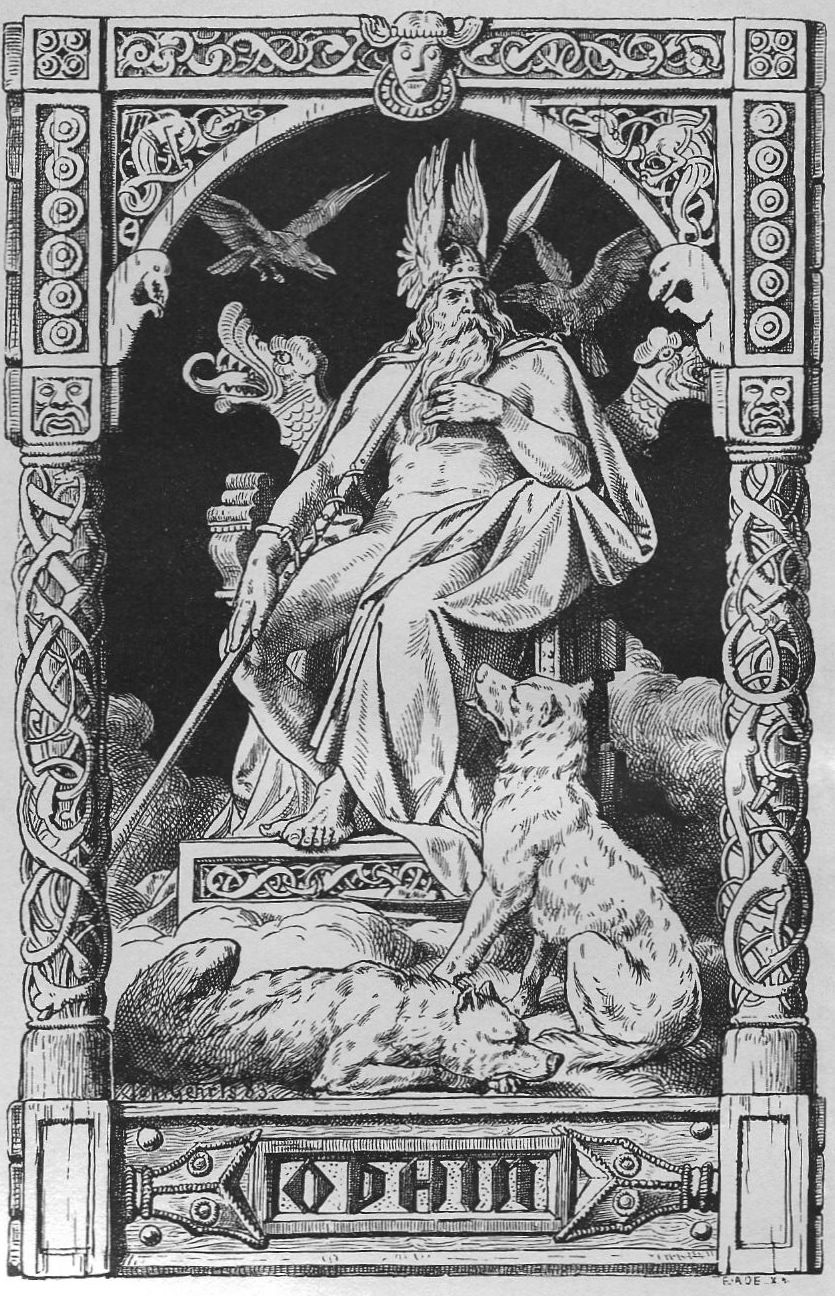
Il dio Odino in trono con in mano la lancia Gungnir insieme ai lupi Geri e Freki e i corvi Huginn e Muninn. Illustrazione del libro "Walhall" di Felix e Therese Dahn, 1888.

Odino (in norreno Óðinn, in proto-germanico: *Wōðanaz) è la divinità principale, personificazione del sacro o "totalmente altro", a un tempo il principio dell'universo e la sua modalità di attuazione, della religione e della mitologia germanica e norrena. Le fonti principali che permettono di delineare la figura di Odino e i miti relativi provengono principalmente dai miti scandinavi, compilati in lingua norrena (l'antenato delle lingue scandinave odierne) nell'Edda, il ramo meglio conservato nonché più recente dei miti germanici.
Nella mitologia eddica Odino è il principale rappresentante della classe di divinità dette Asi, ed è associato alla sapienza (visione del sacro), all'ispirazione poetica, alla profezia, alla guerra e alla vittoria. Brandisce Gungnir, la sua lancia, e cavalca Sleipnir, il suo destriero a otto zampe, altre allegorie mitologiche dell'Irminsul o Yggdrasill (letteralmente "destriero del Terribile"), l'albero cosmico.
Figlio di Borr e della gigantessa Bestla, fratello di Víli e Vé, sposo di Frigg e padre di molti degli dèi, tra cui Thor (il Tuono ordinatore), e Baldr. Spesso viene inoltre definito "Padre degli Dèi" o Allfǫðr, Allvater, Allfather ("Padre del Tutto").
Secondo l'escatologia eddica Odino guiderà gli dèi e gli uomini contro le forze del caos nell'ultima battaglia, quando giungerà il Ragnarǫk, la fine del mondo, nel quale il dio sarà ucciso, inghiottito dal temibile lupo Fenrir, per essere immediatamente vendicato da Víðarr che ne lacererà le fauci dopo avergli piantato un piede nella gola. Un importante tempio dedicato alla triade divina di Odino sorgeva ad Uppsala, in Svezia.

## Etimologia e significato
Il nome del dio in tutte le lingue germaniche deriva dalla comune radice proto-germanica *Wōđanaz oppure *Wōđinaz: norreno e islandese Óðinn, faroese Óðin, danese e norvegese Odin, svedese Oden, inglese antico Wōden, sassone antico Uuoden, sassone odierno Wode, frisone Weda, tedesco Wotan, alto tedesco antico Wuotan, alemannico antico Woatan, bavarese e francone Wodan, olandese Woen, longobardo Godan o Guodan.
L'etimologia lo connette alla radice proto-germanica *wōþuz (norreno óðr, inglese antico wōþ, gotico wôds, tedesco Wut), che significa "furore", "furia", "veemenza", "eccitazione", "ispirazione", ma anche "poesia", "mente" e "spirito". La radice imparentata nel proto-celtico è *wātus ("poesia mantica"). Radice comune hanno anche il latino vātes ("veggente", "cantore") e il sanscrito api-vāt- ("eccitare", "risvegliare", riferito ad Agni, il Fuoco) o vāt- ("soffiare", "in-spirare", "in-ventare"). Tutti questi termini hanno radice comune nell'indo-europeo *wāt- ("in-sufflare", "in-fiammare", "inspirare"). Il campo semantico del termine riconduce quindi alla sapienza e alla "vista" circa l'origine della realtà e all'ispirazione poietica, creativa che ne consegue.
Georges Dumézil similmente spiega Wut come sostantivo che significa "ebbrezza", "eccitazione", e "genio poetico", ma anche come il movimento terribile del mare, del fuoco e del temporale, come aggettivo che significa "violento", "furioso" e "rapido".
W. S. W. Anson nel suo studio del 1880 Asgard and the Gods congettura che "Wuotan" era originariamente concepito come una forza cosmica puramente astratta, il cui nome originariamente faceva riferimento non tanto alla "furia" quanto primariamente a "ciò che pervade", con il secondo elemento, "-an", istituente il concetto come singolo principio permeante. Per Anson, "wuot-" significa " …to force one's way through anything, to conquer all opposition…" ("forzare il percorso dell'individuo attraverso ogni cosa, per conquistare tutte le opposizioni") e Wuotan significa quindi "…the all-penetrating, all-conquering Spirit of Nature…" ("lo Spirito della Natura che tutto penetra e tutto conquista"). Nella sua interpretazione il nome "Wuotan" è collegato anche alla parola germanica "water" (acqua), e all'idea che esprime. Il suffisso "-an" personifica, ma non antropomorfizza, l'elemento del prefisso "wuot-" come la fonte di tutto ciò che in natura somigli al concetto che esprime.
Stefan Schaffer ricostruisce la radice come *Wōđunaz, costituita dal suddetto concetto *wōþuz con il suffisso *-na- ("Signore").

## La saggezza di Odino
Essendo il più antico degli dei, personificazione della sorgente stessa del tutto (il "totalmente Altro"), Odino è il signore della sapienza, conoscitore delle essenze più antiche e profonde. Egli conosce per primo tutte le arti e in seguito gli uomini le hanno da lui apprese. Tra i molti epiteti di Odino, parecchi si riferiscono alla sua immensa sapienza: Fjǫlnsviðr ("assai sapiente"), Fjǫlnir ("assai"), Sanngetall ("che intuisce il vero"), Saðr o Sannr ("che dice il vero"), Forni ("antico") e Fornǫlvir ("antico sacerdote"), cioè conoscitore di tutte le cose dal principio.
La sapienza di Odino è conoscenza, magia e poesia al tempo stesso. 

Odino ama disputare con creature antiche e sapienti. Sotto le mentite spoglie di Gágnraðr ("stanco del cammino") si giocò la vita sfidando a una gara di sapienza il possente gigante Vafþrúðnir, la cui erudizione era rinomata in tutti i Nove Mondi, e dopo una serie di domande sul passato, il presente e il futuro del mondo, a cui il gigante rispose prontamente, Gágnraðr domandò allora che cosa avesse sussurrato il dio Odino a Baldr prima che questi fosse posto sulla pira. Vafþrúðnir a questo punto lo riconobbe, ma aveva ormai perso la gara.
Un'altra volta, dicendo di chiamarsi Gestumblindi ("l'ospite cieco"), il dio sfidò un re di nome Heiðrekr ad una gara di indovinelli. Dopo una serie di quesiti a cui il re rispose senza difficoltà, Odino gli pose la medesima domanda che già aveva posto a Vafþrúðnir. A quella domanda il re cercò di ucciderlo, ma il dio gli sfuggì trasformandosi in falco.

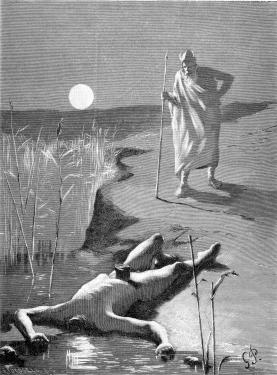
Odino osserva il corpo decapitato di Mímir. Illustrazione per il carme Sigrdrífomál nell'edizione svedese dell'Edda poetica curata da Fredrik Sander.

Odino tiene accanto a sé la testa recisa di Mímir, fonte inesauribile di conoscenza che gli rivela molte notizie dagli altri mondi (Vǫluspá 45). In un'altra versione (Vǫluspá 28) dello stesso motivo mitologico, Odino si cava il suo occhio destro e lo offre in pegno a Mímir per attingere un sorso di idromele da Mímisbrunnr, la fonte della saggezza che il gigante custodisce. L'occhio di Odino rimane, quindi, nella fontana dalla quale lo stesso Mímir ne beve ogni giorno l'idromele. Da quella mutilazione derivano gli epiteti di Bileygr ("guercio") e Báleygr ("occhio fiammeggiante").
Così nella Vǫluspá:
þás enn aldni kom

Yggiungr ása

ok í augu leit.

- Hvers fregnið mik?

hví freistið mín?

Alt veitk, Óðinn,

hvar auga falt

í enum mæra

Mímis brunni -;

drekkr miǫð Mímir

morgin hverian

af veði Valfǫðrs.

Vituð ég enn eða hvat?»
quando il vecchio giunse

Yggiungr (Odino) degli Æsir

e la fissò negli occhi.

- Che cosa mi chiedete?

Perché mi mettete alla prova?

Tutto io so, Odino,

dove tu nascondesti l'occhio

nella famosa

Mímisbrunnr! -

Mímir beve idromele

ogni mattino

dal pegno pagato da Valfǫðr.

Che altro tu sai?»
(Edda poetica - Vǫluspá - Profezia della Veggente XXVII)

## L'albero cosmico e le rune
Odino conosce i segreti delle rune, le lettere che, incise sul legno, sulla pietra, sulle lame delle spade, sulla lingua dei poeti, sugli zoccoli dei cavalli, sono l'origine stessa di ogni conoscenza e di ogni potere. Odino ottenne questa sapienza, diventando il primo maestro runico, immolando sé stesso in sacrificio a sé stesso.
Infatti per apprendere l'arte delle rune e della divinazione rimase appeso a un albero per nove giorni e nove notti (quindi si identifica nell'albero cosmico Yggdrasill). Nell'Hávamál non viene citato il nome dell'albero ma si presume che sia il frassino Yggdrasill, nome che significa nientemeno che "destriero di Yggr", dove Yggr "Terribile" è epiteto di Odino, e "destriero" è una kenning, una sorta di metafora, usata frequentemente per indicare la forca, oppure indica Sleipnir, identificando a sua volta l'albero col cavallo odinico.

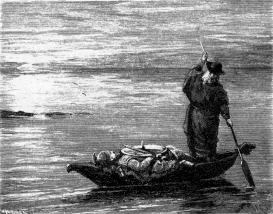
Odino porta il corpo di Sinfjötli nel Valhalla. Illustrazione per il carme eddico Frá dauða Sinfjötla (La morte di Sinfjǫtli) nell'edizione svedese del 1893.

Così nell'Hávamál, 139:
vindgameiði á

nætr allar níu,

geiri undaðr

ok gefinn Óðni,

sialfur sialfum mér,

á þeim meiði

er manngi veit

hvers af rótum renn.»
al tronco sferzato dal vento

per nove intere notti,

ferito di lancia

e consegnato a Odino,

io stesso a me stesso,

su quell'albero

che nessuno sa

dove dalle radici s'innalzi.»
(Edda poetica - Hávamál - Il Discorso di Hár CXXXVIII)
Al canto 142 invece si trova questa dissertazione:
ok ráðna stafi,

miǫk stóra stafi,

miǫk stinna stafi,

er fáði fimbulþulr

ok gerðu ginnregin

ok reist Hroftr rögna.»
lettere chiare,

lettere grandi,

lettere possenti,

che dipinse il terribile vate,

che crearono i supremi numi,

che incise Hroftr degli dèi.»
(Edda poetica - Hávamál - Il discorso di Hár CXLII)

## Odino, dio della guerra
Fra le tante figure di divinità guerriere della mitologia norrena, Odino si distingue per essere Sigrfǫðr ("padre della vittoria"), perché decide nelle battaglie a chi debba andare la vittoria, e Valfǫðr, ("padre dei caduti"), perché sono suoi figli adottivi tutti coloro che cadono in battaglia. Con questi due nomi egli distribuisce in battaglia la vittoria e la morte: entrambi doni graditi ai guerrieri.
Odino è anche il guerriero per eccellenza, che combatte con le sue arti magiche. Molti dei suoi epiteti ricordano questo suo aspetto bellicoso: egli è detto Gunnarr ("signore della battaglia"), Gǫllnir ("[colui che] è nel frastuono"), Þróttr ("forte"), Atriðr ("[colui che] cavalca in battaglia"), Fráríðr ("[colui che] avanza cavalcando").
L'infallibile lancia che egli regge in pugno, che gli è stata donata dai nani "figli di ĺvaldi", si chiama Gungnir. Con quella lancia egli iniziò la prima guerra nel mondo, il conflitto tra Æsir e Vanir. Da allora, alla vigilia delle battaglie la rivolge verso la schiera alla quale ha decretato la sconfitta. Egli è detto perciò Dǫrruðr ("[colui che] combatte di lancia"), Dresvarpr ("[colui che] scaglia la lancia"), Geirloðnir ("[colui che] invita con la lancia"), Biflindi ("[colui che] scuote la lancia"). Odino possiede anche un elmo d'oro, per cui è detto Hjálmberi ("[colui che] porta l'elmo").
Odino appare tremendo ai nemici, poiché è esperto nell'arte della trasformazione. Ha in guerra il potere di accecare, assordare o atterrire i nemici, di scatenare il terrore nelle schiere, di rendere le armi inette a ferire come semplici ramoscelli. Nessuno può scagliare così forte una lancia nella mischia senza che lui riesca a fermarla con un solo sguardo. Le sue capacità guerriere hanno una base magica, in quanto dipendono dalla sua conoscenza delle rune e degli incantesimi. Il dio stesso lo ammette nell'Hávamál 148:
ef mér verðr þörf mikil

hafts við mína heiftmögu,

eggiar ek deyfi

minna andskota,

bítat þeim vápn né velir.»
se ho grande urgenza

di incatenare i miei nemici,

io spunto le lame

dei miei avversari:

non mordono più armi né bastoni.»
(Edda poetica - Hávamál - Il discorso di Hár CXLVIII)
Lui stesso sceglie chi proteggere nella mischia, infatti nella Saga degli Ynglingar 2 si dice che Odino era solito imporre le mani sul capo dando la benedizione (bjának), e i suoi devoti guerrieri erano certi di ottenere la vittoria. Mediante questa pratica venivano infusi di energie divine, che garantivano l'invulnerabilità e la certezza di uscire sano e salvo dalla battaglia.

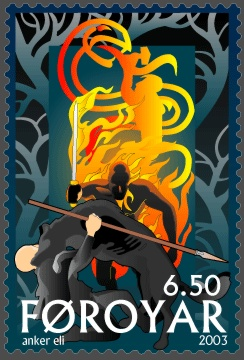
L'uccisione di Odino da parte di Fenrir in un francobollo faroese.

ef ek skal til orrustu

leiða langvini,

und randir ek gel,

en þeir með ríki fara

heilir hildar til,

heilir hildi frá,

koma þeir heilir hvaðan.»
se io devo in battaglia

condurre vecchi amici.

sotto gli scudi io canto

ed essi vanno vittoriosi

salvi alla mischia,

salvi dalla mischia:

dovunque salvi giungono.»
(Edda poetica - Hávamál - Il discorso di Hár CLVI)
Quelli a lui devoti confidano in lui e lo invocano come Sigfǫðr ("padre di vittoria"), Sighǫfundr ("giudice di vittoria"), Sigtýr ("dio di vittoria"), Sigþrór ("proficuo nella vittoria"), Sigrunnr ("albero di vittoria") e via dicendo. La tradizione riporta molti esempi di guerrieri che innalzarono sacrifici e invocazioni a Odino per ottenere il successo in battaglia.
Ma per gli eletti del dio ottenere la vittoria o morire gloriosamente sono due cose ugualmente desiderabili. I caduti sono a tutti gli effetti i "prescelti" del dio. Odino li accoglie come suoi figli adottivi nel Valhalla, dove essi parteciperanno all'eterno banchetto da lui presieduto. Óðinn è dunque parimenti invocato come Valfǫðr ("padre dei prescelti"), Valtýr ("dio dei prescelti"), Valkjósandi ("[colui che] sceglie i prescelti"), Valþǫgnir ("[colui che] accoglie i prescelti") e via dicendo. Ad una veggente risvegliata dal regno dei morti, Odino si presenta come figlio di Valtamr ("aduso [alla scelta] dei prescelti"), e anche questo in verità è un suo appellativo.
È appunto in questo modo, stabilendo a chi tocchi la morte sui campi di battaglia del mondo, che il dio sceglie i suoi campioni, i quali formeranno la schiera degli Einherjar, i guerrieri destinati a formare la sua schiera e lottare al suo fianco nel giorno di Ragnarǫk. Essi formano l'esercito infernale di anime guidato dallo stesso Odino, che in questa guisa è detto Herfǫðr ed Herjafǫðr ("padre della schiera"), Hertýr ("dio della schiera"), Herjann ("[signore della] schiera") ed Herteitr ("lieto della schiera").
Legati al culto di Odino erano le congregazioni dei guerrieri estatici, gli úlfheðnar e i berserkr, (letteralmente "lupi mannari" e i "vestiti d'orso"), i quali, prima della battaglia, entravano in uno stato di furia, detto berserksgangr, nel quale cominciavano a ringhiare, sbavare e a mordere l'orlo degli scudi. Successivamente si gettavano in battaglia urlando, mulinando spade e scuri, facendo il vuoto tutto intorno, insensibili al dolore e alla fatica, per poi crollare esausti.
Odino era anche conosciuto come "signore degli impiccati". Fonti primarie affermano che ogni nove anni al tempio di Uppsala si svolgeva un solenne blót (un sacrificio pubblico) nel quale venivano sacrificati al dio schiavi, criminali ed esemplari maschi di animali. Il sacrificio avveniva appendendo o impiccando le vittime a degli alberi, rievocando il sacrificio che il dio compì per ottenere le rune.
Nella leggenda popolare Odino è alla testa della caccia selvaggia, un corteo notturno che terrorizza coloro che malauguratamente lo incontrano.

## Odino, dio della poesia
Il furore spirituale, di cui Odino è il dio, non si manifesta solo nella battaglia, ma anche nelle composizioni letterarie. Per questo Odino è anche il dio dei poeti.
Si narra che parlasse sempre in versi e anche che fu lui a dare inizio nel nord dell'Europa all'arte della poesia, che è potere soprannaturale non lontano dalla stessa magia, perché tra le qualità di poeta, vate, profeta e mago non vi è sostanziale differenza.
Odino rubò ai giganti il sacro idromele che oltre a donargli la conoscenza delle rune, gli donò anche l'arte poetica. Si dice che versò parte di quell'idromele sulla Terra, elargendo agli esseri umani il dono inestimabile del canto.

## Odino, dio della magia
In quanto patrono della magia, Odino pratica spesso il seiðr, una pratica estatica e di divinazione che può implicare anche comportamenti giudicati ambigui o vergognosi. Il fratellastro Loki, nella Lokasenna, lo accusa per questo di avere "modi effeminati".

## Odino, il dio viandante

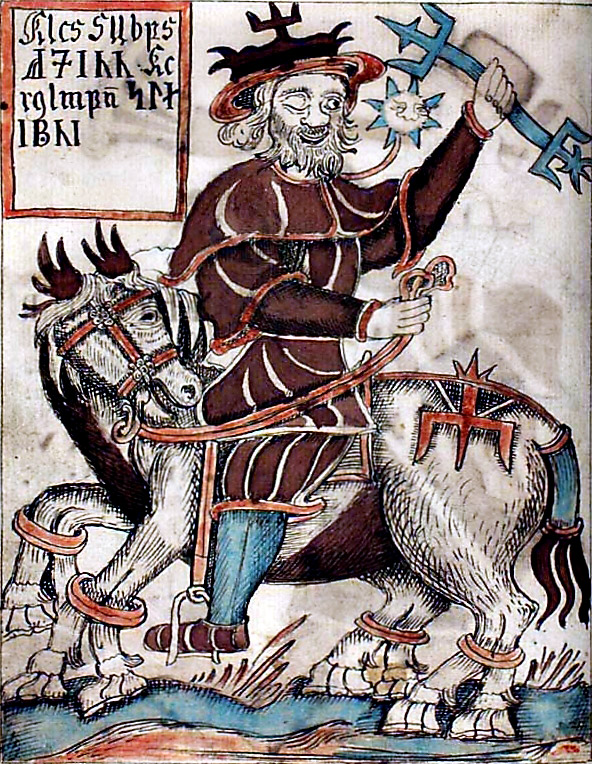
Odino in sella a Sleipnir. Illustrazione di Ólafur Brynjúlfsson dal manoscritto islandese del XVIII secolo Sæmundar og Snorra Edda..

Con un cappellaccio in testa e un mantello sulle spalle, a volte reggendosi alla sua lancia come ad un bastone, Odino viene dipinto come un dio viandante, che cammina per le vie del mondo. Onde per cui egli è detto anche Vegtamr ("viandante"), Gagnráðr ("[colui che] conosce la via"), Kjalarr ("[colui che va in] slitta").
Egli si muove lungo le strade come un pellegrino, dissimulando il suo aspetto e la sua reale natura. Perciò egli è detto Grímnir ("mascherato"). Ma anche Hǫttr e Síðhǫttr ("lungo cappuccio"), Lóðungr ("[colui che porta] il mantello"), Hrani ("trasandato"). Appare in genere come un uomo maturo, o anziano, con una lunga barba, per cui è detto Hárbarðr ("barba grigia"), Langbarðr ("barba lunga"), Síðgrani e Síðskeggr ("barba cadente"), Hengikjǫptr ("gota rugosa").
Odino pertanto è il dio dei viaggiatori e di tutti coloro che si muovono lungo le strade del mondo. Nel corso dei suoi viaggi capita che egli chieda ospitalità per la notte tanto nelle regge dei sovrani quanto nelle case delle persone umili. Egli è anche detto Gestr ("ospite") e infatti in passato ogni straniero veniva accolto in casa in quanto poteva celarsi lo stesso dio sotto mentite spoglie.
Sotto il nome di Grímnir, Odino giunse come ospite presso il re Geirrøðr, il quale, sospettoso, lo torturò crudelmente tenendolo incatenato tra due fuochi divampanti. Dopo avergli rivelato i segreti del mondo divino e parte dei suoi numerosi epiteti, Odino gli rivelò infine la sua vera identità: re Geirrøðr corse a liberarlo ma inciampò sulla sua spada e cadde trafitto.
Così egli assunse il nome di Jálkr quando fu ospite presso le genti di Ásmundr; Sviðurr e Sviðrir presso il gigante Søkkmímir; Bǫlverkr presso il gigante Suttungr; Gǫndlir e Hárbarðr quando si presentò in incognito al cospetto degli stessi dèi.
Le apparizioni di Odino sono un tema caro alla tradizione nordica. Nella "Saga di Hákon Guttormr e di Ingi" è riferito che, quattro giorni prima della battaglia di Lena (1208), un fabbro ricevette la visita del dio che voleva far ferrare il suo cavallo. Rendendosi conto di avere a che fare con un personaggio soprannaturale, il fabbro gli rivolse molte domande ma il dio, comprendendo di essere stato scoperto, saltò in sella e il suo cavallo balzò oltre un recinto altissimo. Nella "Saga di Bárðr" si racconta che egli comparve all'equipaggio di una nave, nell'aspetto di un uomo guercio, con un mantellaccio azzurro, il quale disse di chiamarsi Rauðgrani. Costui cominciò a insegnare agli uomini il credo pagano e li esortò a fare sacrifici agli dèi. Alla fine un prete cristiano si infuriò e lo percosse con un crocifisso: l'uomo cadde fuori bordo e non tornò più.
Si narra che, col nome di Gestr, Odino abbia visitato persino Óláfr Tryggvason, re di Norvegia (995-1000). Il dio si presentò nelle spoglie di un vecchio guercio e incappucciato, il quale, dotato di grande saggezza, poteva raccontare storie di tutti i paesi del mondo. Ebbe un lungo colloquio col re, poi, al momento di coricarsi, se ne andò. Il mattino dopo, il sovrano lo fece cercare, ma il vecchio era scomparso. Tuttavia aveva lasciato una gran quantità di carne per il banchetto del re. Ma re Óláfr, che era cristiano, vietò di mangiare quella carne, perché aveva riconosciuto Odino sotto le spoglie dell'ospite misterioso. Con il medesimo nome di Gestr, Odino comparve ancora, alcuni anni dopo, al cospetto di un successore di Óláfr Tryggvason, re Óláfr II Haraldsson il Santo (1015-1028). Egli giunse alla corte del re sotto l'aspetto di un uomo borioso e scortese. Indossava un cappello a larghe falde che gli nascondeva il volto, e aveva una lunga barba. Nel corso di un colloquio, Gestr descrisse ad Óláfr la figura di un sovrano dei tempi passati, il quale era così sapiente che il parlare in poesia era altrettanto facile che per gli altri uomini il normale parlare; costui otteneva la vittoria in ogni battaglia e poteva concedere agli altri la vittoria così come a sé stesso, a patto che venisse invocato. Da queste parole, re Óláfr riconobbe Odino, e lo cacciò.

## Genealogia

### Progenitori
I genitori e i fratelli di Odino, come riportati da Snorri Sturluson nel Gylfaginning, sono:
|  |  |  |  |  |  |  |  |  |  |  |  | Búri | Búri | Búri | Búri | Búri | Búri |  |  |     |     |     |     |     |     |  |  | Bölþorn | Bölþorn | Bölþorn | Bölþorn | Bölþorn | Bölþorn |  |  |  |  |  |  |  |  |  |  |  |  |
|  |  |  |  |  |  |  |  |  |  |  |  | Búri | Búri | Búri | Búri | Búri | Búri |  |  |     |     |     |     |     |     |  |  | Bölþorn | Bölþorn | Bölþorn | Bölþorn | Bölþorn | Bölþorn |  |  |  |  |  |  |  |  |  |  |  |  |
|  |  |  |  |  |  |  |  |  |  |  |  | Borr | Borr | Borr | Borr | Borr | Borr |  |  |     |     |     |     |     |     |  |  | Bestla  | Bestla  | Bestla  | Bestla  | Bestla  | Bestla  |  |  |  |  |  |  |  |  |  |  |  |  |
|  |  |  |  |  |  |  |  |  |  |  |  | Borr | Borr | Borr | Borr | Borr | Borr |  |  |     |     |     |     |     |     |  |  | Bestla  | Bestla  | Bestla  | Bestla  | Bestla  | Bestla  |  |  |  |  |  |  |  |  |  |  |  |  |
|  |  |  |  |  |  |  |  |  |  |  |  |      |      |      |      |      |      |  |  |     |     |     |     |     |     |  |  |         |         |         |         |         |         |  |  |  |  |  |  |  |  |  |  |  |  |
|  |  |  |  |  |  |  |  |  |  |  |  |      |      |      |      |      |      |  |  |     |     |     |     |     |     |  |  |         |         |         |         |         |         |  |  |  |  |  |  |  |  |  |  |  |  |
|  |  |  |  |  |  |  |  |  |  |  |  | Víli | Víli | Víli | Víli | Víli | Víli |  |  | Vé. | Vé. | Vé. | Vé. | Vé. | Vé. |  |  | Odino   | Odino   | Odino   | Odino   | Odino   | Odino   |  |  |  |  |  |  |  |  |  |  |  |  |

### Discendenza
|  |  |  |  |       |       | Jǫrð  | Jǫrð  | Jǫrð  | Jǫrð  | Jǫrð | Jǫrð |      |      |      |      |      |      | Odino | Odino | Odino | Odino | Odino | Odino |         |         |         |         |         |         | Frigg | Frigg | Frigg | Frigg | Frigg | Frigg |      |      |  |  |       |       |       |       |       |       |
|  |  |  |  |       |       | Jǫrð  | Jǫrð  | Jǫrð  | Jǫrð  | Jǫrð | Jǫrð |      |      |      |      |      |      | Odino | Odino | Odino | Odino | Odino | Odino |         |         |         |         |         |         | Frigg | Frigg | Frigg | Frigg | Frigg | Frigg |      |      |  |  |       |       |       |       |       |       |
|  |  |  |  |       |       |       |       |       |       |      |      |      |      |      |      |      |      |       |       |       |       |       |       |         |         |         |         |         |         |       |       |       |       |       |       |      |      |  |  |       |       |       |       |       |       |
|  |  |  |  |       |       |       |       |       |       |      |      |      |      |      |      |      |      |       |       |       |       |       |       |         |         |         |         |         |         |       |       |       |       |       |       |      |      |  |  |       |       |       |       |       |       |
|  |  |  |  |       |       |       |       |       |       |      |      |      |      |      |      |      |      |       |       |       |       |       |       |         |         |         |         |         |         |       |       |       |       |       |       |      |      |  |  |       |       |       |       |       |       |
|  |  |  |  | Meili | Meili | Meili | Meili | Meili | Meili |      |      | Thor | Thor | Thor | Thor | Thor | Thor |       |       |       |       |       |       | Hermóðr | Hermóðr | Hermóðr | Hermóðr | Hermóðr | Hermóðr |       |       | Höðr  | Höðr  | Höðr  | Höðr  | Höðr | Höðr |  |  | Baldr | Baldr | Baldr | Baldr | Baldr | Baldr |

|  |  |  |  |  |  | Gríðr | Gríðr | Gríðr | Gríðr | Gríðr | Gríðr |        |        |        |        |        |        | Odino | Odino | Odino | Odino | Odino | Odino |      |      |      |      |      |      | Rindr | Rindr | Rindr | Rindr | Rindr | Rindr |  |  |  |  |  |  |  |  | Odino | Odino | Odino | Odino | Odino | Odino |       |       |       |       |       |       | Gunnlöð | Gunnlöð | Gunnlöð | Gunnlöð | Gunnlöð | Gunnlöð |
|  |  |  |  |  |  | Gríðr | Gríðr | Gríðr | Gríðr | Gríðr | Gríðr |        |        |        |        |        |        | Odino | Odino | Odino | Odino | Odino | Odino |      |      |      |      |      |      | Rindr | Rindr | Rindr | Rindr | Rindr | Rindr |  |  |  |  |  |  |  |  | Odino | Odino | Odino | Odino | Odino | Odino |       |       |       |       |       |       | Gunnlöð | Gunnlöð | Gunnlöð | Gunnlöð | Gunnlöð | Gunnlöð |
|  |  |  |  |  |  |       |       |       |       |       |       |        |        |        |        |        |        |       |       |       |       |       |       |      |      |      |      |      |      |       |       |       |       |       |       |  |  |  |  |  |  |  |  |       |       |       |       |       |       |       |       |       |       |       |       |         |         |         |         |         |         |
|  |  |  |  |  |  |       |       |       |       |       |       | Viðarr | Viðarr | Viðarr | Viðarr | Viðarr | Viðarr |       |       |       |       |       |       | Váli | Váli | Váli | Váli | Váli | Váli |       |       |       |       |       |       |  |  |  |  |  |  |  |  |       |       |       |       |       |       | Bragi | Bragi | Bragi | Bragi | Bragi | Bragi |         |         |         |         |         |         |

## Gli animali di Odino
Proprio all'era di Vendel sembrano essersi ispirati sia Snorri nella Ynglinga saga (parte della  Heimskringla) che il poema Beowulf quando descrivono, con i toni del mito, l'epopea e l'origine divina (discendendo direttamente da Freyr e Gerðr) del clan degli "Skilfingar" (Ynglingar), la semi-leggendaria stirpe reale svedese da cui avrebbero avuto origine i primi monarchi storici svedesi.
Odino ha al suo seguito diversi animali. Innanzitutto i due corvi Huginn e Muninn (i nomi significano pensiero e memoria), che spedisce ogni giorno in giro per il mondo perché, quando essi ritornano al tramonto, gli sussurrino ciò che hanno visto; e quindi due lupi, Geri e Freki, ai quali getta il suo cibo nelle cene del Valhalla visto che egli si nutre esclusivamente di idromele e di vino.
Così si racconta nel poema eddico Grímnismál:
seðr gunntamiðr,

hróðigr Heriafǫðr;

en við vín eitt

vápngǫfugr

Óðinn æ lifir.»
nutre, avvezzo alla guerra,

Heriafǫðr glorioso.

Ma soltanto col vino

fiero nell'armatura,

Odino vive per sempre.»
(Edda poetica - Grímnismál - Il discorso di Grímnir XIX)
Il legame di Odino con i corvi può riferirsi al suo essere sia una divinità della guerra, sia della morte: i corvi sono gli uccelli che, solitamente, banchettano coi cadaveri dei campi di battaglia. Lo stesso dicasi dei lupi. Nelle kenningar, le metafore poetiche tipiche della poesia scaldica, la battaglia è sovente chiamata "festino dei corvi" o "dei lupi".
La cavalcatura di Odino è Sleipnir, un veloce cavallo a otto zampe in grado di viaggiare tra i Nove mondi. Figlio di Loki e dello stallone Svaðilfœri, l'animale è attestato in molteplici fonti della mitologia norrena che descrivono la sua nascita, il legame con Odino e le sue impareggiabili qualità di corridore: Edda poetica (nei poemi Grímnismál, Sigrdrífumál, Baldrs draumar e Hyndluljóð), Edda in prosa (in particolare, Gylfaginning c. 15, 42 e 49), Saga di Hervör (c. 36), Völsunga saga (c. 13), Gesta Danorum (c. 1).

## I nomi di Odino
Odino è una delle divinità norrene dotate del maggior numero di nomi. Spesso non è semplice distinguere tra i nomi veri e proprî e gli epiteti. Di molti, inoltre, si ignora l'etimologia. Nell'Edda in prosa, nel XIX canto, c'è una disquisizione notevole dei suoi nomi tratta dal poema eddico Grímnismál. Questa dissertazione è opera del misterioso ospite Grímnir, che il re Geirrøðr sta torturando crudelmente tra due fuochi divampanti; il viandante declama dinanzi all'attonito sovrano i misteri del regno degli dèi e dei Nove Mondi. Alla fine del poema, il prigioniero elenca - in una sequela di cinque fittissime strofe a cui se ne aggiunge una sesta in coda - la lunga lista degli heiti, gli epiteti, con i quali è conosciuto, e solo all'ultima strofa rivela la sua terribile identità:
hétomk Gangleri,

Herian ok Hiálmberi,

Þekkr ok Þriði,

Þuðr ok Uðr,

Helblindi ok Hár;

47. Saðr ok Svipall

ok Sanngetall,

Herteitr ok Hnikarr,

Bileygr, Báleygr

Bǫlverkr, Fiǫlnir,

Grímr ok Grímnir,

Glapsviðr ok Fiǫlsviðr;

48. Síðhǫttr, Síðskeggr,

Sigfǫðr, Hnikuðr,

Alfǫðr, Valfǫðr,

Atríðr ok Farmatýr;

eino nafni

hétomk aldregi,

síz ek með fólkom fór.

49. Grímne mik héto

at Geirrøðrar,

en Iálk at Ásmundar,

enn þá Kialar,

er ek kiálka dró;

Þrór þingom at,

Viðurr at vígom,

Óski ok Ómi,

Iafnhár ok Biflindi,

Göndlir ok Hárbarðr með goðom;

50. Sviðurr ok Sviðrir

er ek hét at Søkkmímis,

ok dulða ek þann inn alda iötun,

þá er ek Miðviðnis vark

ins mæra burar

orðinn einbani.

54. Óðinn ek nú heiti,

Yggr ek áðan hét,

hétomk Þundr fyrir þat,

Vakr ok Skilfingr,

Váfuðr ok Hroptatýr,

Gautr ok Iálkr með goðom,

Ofnir ok Svafnir,

er ek hygg at orðnir sé

allir af einom mér.»
mi chiamo Gangleri,

Herian e Hiálmberi,

Þekkr e Þriði,

Þuðr e Uðr,

Helblindi e Hár;

Saðr e Svipall

e Sanngetall,

Herteitr e Hnikarr,

Bileygr, Báleygr

Bölverkr, Fiǫlnir,

Grímr e Grímnir,

Glapsviðr e Fiǫlsviðr;

Síðhǫttr, Síðskeggr,

Sigfǫðr, Hnikuðr,

Allfǫðr, Valfǫðr,

Atríðr e Farmatýr;

con un nome soltanto

non mi chiamo mai

quando io tra le genti viaggio.
Grímnir son chiamato

presso le genti di Geirrøðr,

e Iálkr presso le genti di Ásmundr,

e poi Kialarr,

perché tirai una slitta,

Þrór nelle assemblee

Viðurr nelle battaglie,

Óski e Ómi,

Iafnhár e Biflindi,

Gǫndlir e Hárbarðr tra gli dèi;

Sviðurr e Sviðrir

sono chiamato presso Søkkmímir,

e ingannai quell'antico gigante

quando io stesso divenni

del prode figlio di Miðviðnir

il solo uccisore.

Óðinn ora io chiamo,

Yggr un tempo avevo nome;

chiamato Þundr ancor prima,

Vakr e Skilfingr,

Váfuðr e Hroptatýr,

Gautr e Iálkr tra gli dèi,

Ofnir e Svafnir,

i cui pensieri vengono

tutti da me soltanto!»
(Edda poetica - Grímnismál - XLVI-XLIX,LIV)
Non appena Geirrøðr si accorge dell'errore che ha commesso, balza in piedi per liberare il dio, ma inciampa e cade trafitto sulla propria spada.

## Culto di Odino

### L'origine del culto di Odino

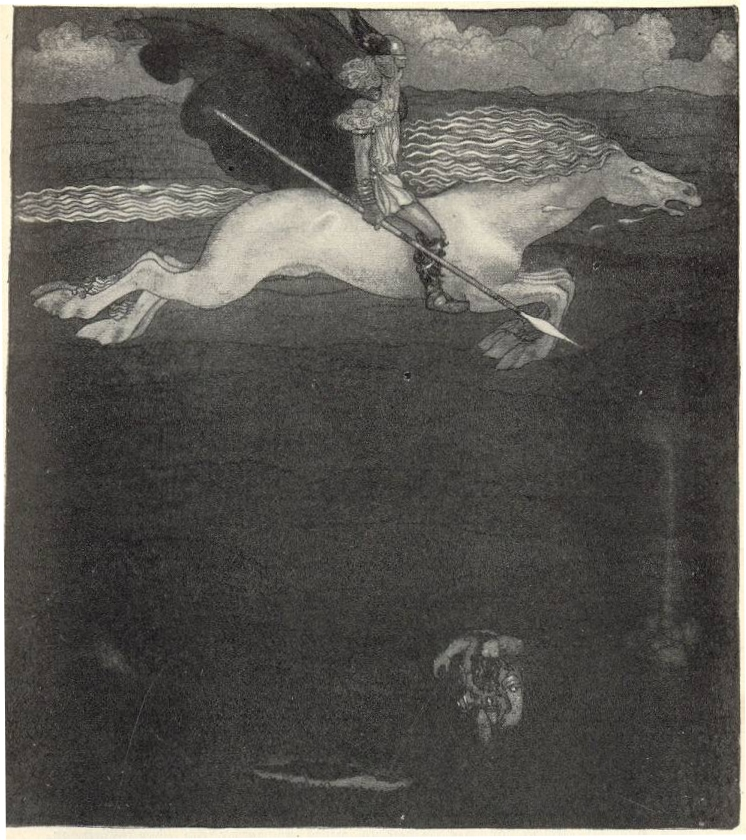
Odino in sella a Sleipnir, il cavallo con otto zampe. Illustrazione di John Bauer del 1911 per Fädernas gudasaga (Le saghe degli Dèi dei nostri padri) di Viktor Rydberg.

Secondo il racconto della Saga degli Ynglingar, Ásgarðr era luogo di sacrifici solenni cui presiedevano dodici sacerdoti (detti díar o drótnar) che erano al contempo i capi preminenti cui spettavano le decisioni e i giudizi. Essi sarebbero poi stati divinizzati dai loro sudditi. Nel caso di Odino si dice che, sentendosi prossimo a morire, lasciò la Svezia affermando che sarebbe tornato nella sua antica patria, chiamata Goðheimr ("paese degli dèi"), e i suoi seguaci credettero che allora egli fosse tornato ad Ásgarðr per vivere in eterno.

### Nell'antichità
Nonostante nell'immaginario comune Odino sia spesso considerato la divinità principale del pantheon norreno, la sua preminenza è databile solo nei secoli più tardi del politeismo del Nord Europa, dove comunque non risulta largamente diffusa. Si ipotizza che il culto di Odino provenga dalla Danimarca, da dove, intorno al IV secolo, si sia diffuso nella penisola scandinava, più in Svezia che in Norvegia. Assenti sono invece tracce del culto di Odino in Islanda dove pare (anche tramite lo studio dei toponimi) che fosse di gran lunga prevalente il culto di Thor. Si suppone che gli emigrati scandinavi che colonizzarono l'Islanda fossero specialmente devoti, oltre che a Thor, anche a divinità agricole come Freia e Njörðr, e che abbandonarono la penisola per contrasti con il re Haraldr Hárfagri (Harald Bellachioma), fervente cultore di Odino.
In generale, essendo Odino un dio della guerra e della magia, era particolarmente caro ai guerrieri e agli individui più marginali della società, dove invece gli agricoltori e i proprietari di fattorie preferivano divinità dell'ordine come Thor o della fertilità come Freia o Freyr. Odino fu dunque particolarmente venerato durante l'epoca vichinga, dai giovani che compivano le spedizioni di saccheggio lungo le coste dell'Europa settentrionale.

#### Sacrifici umani
Raramente, prima o dopo dei combattimenti, si usava sacrificare prigionieri a Odino. È possibile che l'uomo di Tollund, ritrovato nello Jutland nudo e impiccato insieme ad altri sia uno di questi casi.
Nel caso specifico dei sacrifici umani a Odino, erano usate tecniche come l'impiccagione o la messa al rogo. La saga degli uomini delle Orcadi cita un ulteriore (e inconsueto) rituale, la cosiddetta aquila di sangue consistente nella separazione e successiva apertura delle costole dalla colonna vertebrale per estrarre i polmoni della vittima per poterli appoggiare sulle spalle, in parodia di un paio di ali ripiegate.

#### Proscrizione da parte del Cristianesimo
Nel corso della cristianizzazione la venerazione nei confronti delle divinità norrene e con esse di Odino non fu completamente estinta. Continuarono ad esistere come icone diaboliche o maligne; un'altra strategia consistette nella progressiva sostituzione delle divinità pagane con figure cristiane.
Un'ulteriore traccia del proseguimento della tradizione della mitologia norrena sono gli incantesimi di Merseburgo nei quali viene citato Woutan.

### In tempi recenti

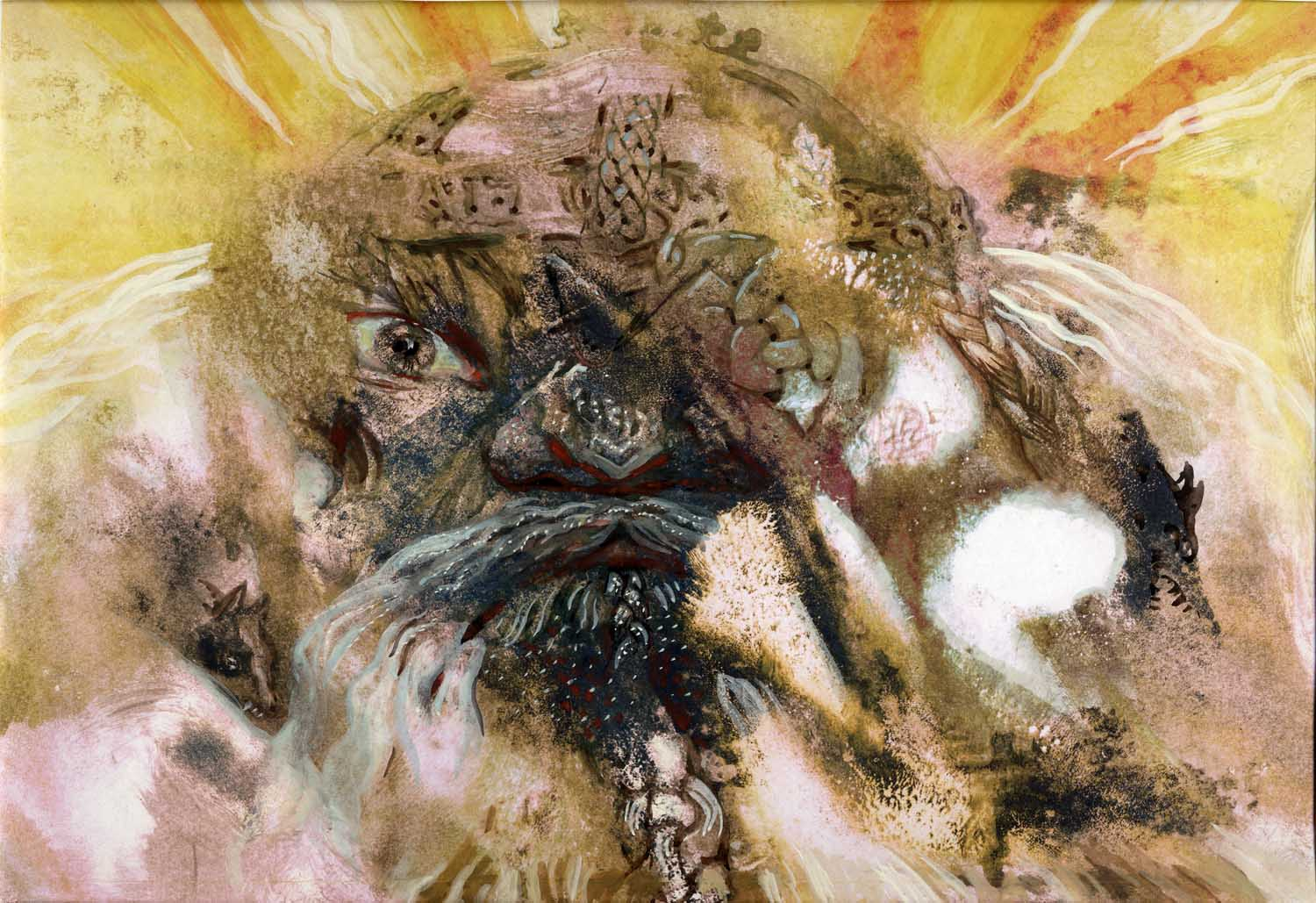
M. Presnyakov. Odino. 2008.

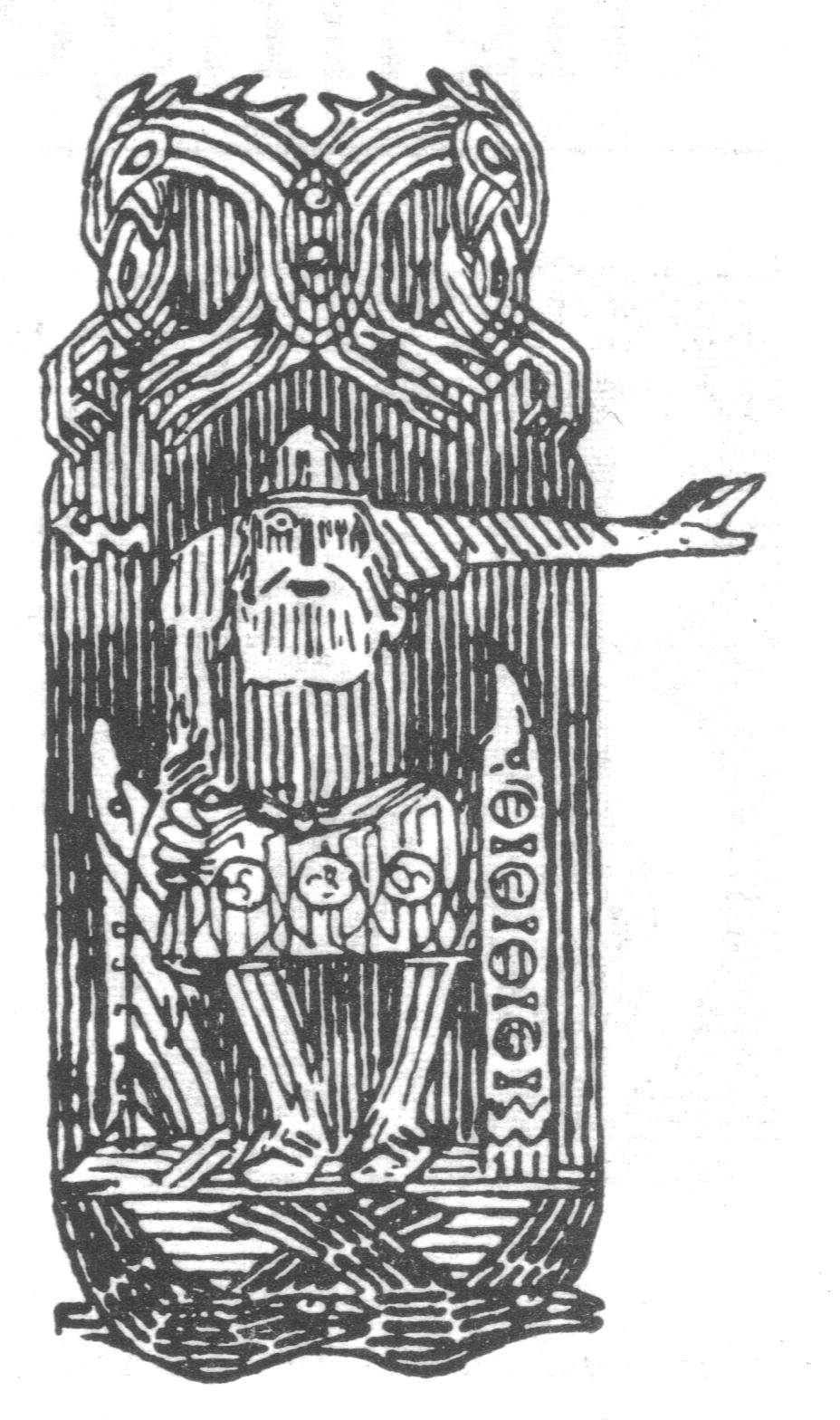
Odino che siede sul trono Hliðskjálf. Illustrazione di Gerhard Munthe per l'edizione norvegese del 1899 della Saga degli Ynglingar di Snorri Sturluson.

A partire dal XX secolo si sono sviluppati un insieme di nuovi movimenti religiosi di ritorno alle religioni dei Germani pre-cristiani, annoverabili tra i fenomeni di neopaganesimo., annoverati sotto il termine Etenismo. Tra i vari movimenti religiosi, l'Odinismo è particolarmente incentrato sulla figura di Odino.
Le origini dell'Odinismo sono da ricercarsi nell'opera dell'australiano Alexander Rud Mills il quale, negli anni trenta fondò una prima Chiesa odinista. Oggi è religione riconosciuta ufficialmente in Islanda, Norvegia e Danimarca, ma il culto è presente in modo organizzato anche in Gran Bretagna, Francia, Belgio, Paesi Bassi, Germania, Nord America e altri. Esistono gruppi di credenti anche in Italia supportati dalla Comunità Odinista; i suoi membri si rifanno alla religione ancestrale dei Longobardi praticando l'Odinismo e promuovendo la difesa delle risorse naturali.

### Somiglianze fra Odino e Gesù
Il resoconto eddico del XIII secolo contiene elementi per una possibile somiglianza fra il dio e la figura cardine del Cristianesimo. Alcuni studiosi hanno pensato che il passo nel quale Odino è appeso al frassino Yggdrasill possa essere comparato con la crocifissione di Cristo, un altro elemento che ha reso possibile questo confronto è la lancia che il dio ha conficcata nel ventre, da identificarsi con la lancia di Longino; tuttavia prove archeologiche hanno dimostrato che questa era una pratica in uso prima del tempo di Gesù e che pertanto questo aspetto si sia sviluppato indipendentemente.
Altre differenze, come l'essere appeso con le corde del dio norreno, mentre Gesù era inchiodato alla croce, fanno ulteriormente pensare che il mito germanico si sia sviluppato in maniera autonoma dal racconto della crocifissione, è tuttavia probabile che le prime comunità cristiane scandinave e germaniche abbiano connesso le due narrazioni, forgiando l'immagine di Gesù su quella di Odino, un fatto suggerito dal poema anglosassone Il sogno della Croce di Cynewulf, che ritrae Cristo come un re-guerriero germanico.
Il racconto del sacrificio di Odino riportato nell'Hávamál lo avvicina a quel "Dio Padre" dei cristiani, che soffre e sconfigge la morte, descritto dai Vangeli e da Paolo di Tarso e che presenterebbe, secondo la cosiddetta teoria mitica di Gesù, parallelismi anche con i miti legati al dio Osiride e quindi legami con la religione egizia.
Quando le popolazioni del Nord Europa furono cristianizzate, la figura di Odino venne regolarmente avvicinata a quella di Gesù. Raffigurazioni di Odino si trovano ancora oggi in chiese cristiane come la parrocchiale di Akureyri, in Islanda.

## Toponimi con il nome di Odino
Al di là della persecuzione da parte della Chiesa, il ricordo di Odino si continuò a tramandare nel folklore popolare e ancor oggi nel Nord Europa si rinvengono numerosi toponimi (tra parentesi, nella lista seguente, il nome antico) che rimandano alla divinità norrena:
- Lungo la costa della Francia settentrionale, in passato occupata da romani, sassoni, danesi, fiamminghi ed inglesi attorno a Audresselles (Oderzell) nel cantone di Marquise:
  - Audinghen (Odingham)
  - Audembert (Odinberg)
  - Raventhun (Raventown)[16]
- In Germania:
  - Wodenesberg
  - Wuodenesberg
  - Bad Godesberg (Godesburg)
  - Gudensberg
  - Odisheim
  - Wodensbolt
  - Odenwald
  - La vallata di Odinsthal nella municipalità locale di Wachenheim an der Weinstraße.
- In Danimarca:
  - Odense (Odins Vi, "Santuario di Odino")
- In Norvegia:
  - Onsøy (in norreno Óðinsøy - Isola di Odino), il nome di una penisola nella contea di Østfold.
- Islanda:
  - Óðinstorg, Reykjavik
  - Óðinsgata, Reykjavik
- Italia:
  - Udine (una delle ipotesi sull'origine del toponimo)

## Influenza culturale
Il dio Odino - Wotan ha dato il nome al mercoledì in lingua inglese: Wednesday.
Con il nome germanico Wotan è uno dei principali protagonisti della tetralogia L'anello del Nibelungo del compositore Richard Wagner.

## Odino nella cultura di massa

### Cinema
- Nel film The Mask 2 del 2005, Odino è interpretato dall'attore Bob Hoskins.
- Nel film Almighty Thor del 2011, prodotto dalla direct-to-video, il Padre degli Dèi norreni è interpretato da Kevin Nash.
- Nei film del Marvel Cinematic Universe Odino è interpretato da Anthony Hopkins.

### Videogiochi
- Odino viene menzionato spesso in God of War da Mimir nei dialoghi con Kratos e Atreus. Sebbene non appaia mai, Mimir fornisce una spiegazione molto dettagliata del suo carattere descrivendolo come una persona estremamente paranoica e legata al suo trono. Compare nel suo seguito God of War Ragnarök dove è l'antagonista principale. È interpretato da Richard Schiff e doppiato da Antonio Palumbo.
- Odino appare in Assassin's Creed Valhalla dove è una guida per la protagonista Eivor e quest'ultima è anche la sua reincarnazione. Inoltre è protagonista egli stesso degli archi narrativi di Asgard e Jotunheim e dei DLC "L'alba del Ragnarök" e "La Saga dimenticata". È doppiato da Magnus Bruun in lingua originale e da Federico Viola in italiano.
- Odino appare in più episodi del videogioco Final Fantasy dove è una evocazione in grado di uccidere il nemico con un solo fendente.
- Brawl Stars: Nel videogioco è presente una skin del personaggio Cordelius, denominata Cordelius Odino.

### Televisione
- Odino compare in diverse occasioni nel franchise de I Cavalieri dello Zodiaco: nel film L'ardente scontro degli dei, nella saga filler di Asgard (presente nell'anime classico) e nella serie spin-off Soul of Gold.
- Il personaggio di Odino appare nel 1998 in due episodi della 5ª serie di Hercules, interpretato da Peter McCauley e doppiato da Ennio Coltorti.
- Viene citato molte volte nella serie TV Vikings e appare fisicamente nell'ultima stagione, interpretato da Barry Gordon e doppiato da Gianni Quillico.
- Il personaggio di Odino appare nella serie American Gods, sotto vari pseudonimi tra cui Mr. Wednesday. È interpretato da Ian McShane e doppiato da Angelo Nicotra.

### Letteratura
- Odino è uno dei protagonisti del romanzo American Gods, e dell'omonima serie televisiva, dello scrittore britannico Neil Gaiman.
- Odino compare anche nel romanzo Odd e il gigante di ghiaccio dello stesso autore.
- È uno dei protagonisti del romanzo L'isola di Odino della scrittrice danese Janne Teller.
- Nel manga di Record of Ragnarok, Odino è uno degli dèi che combatte al torneo del Ragnarok.
- Odino è citato nel manga I Cavalieri dello zodiaco - Episode G: Assassin, dove viene spiegato che ha fatto dono all'eroe mitologico Sigurd della lancia Gungnir.